# Breathe (canção de Taylor Swift)
"Breathe" é uma canção escrita e gravada em conjunto pelas artistas musicais estadunidenses Taylor Swift e Colbie Caillat, contida no segundo álbum de estúdio da primeira, Fearless. Produzida pela intérprete principal, que contou com o auxílio de Nathan Chapman na produção, a faixa fala sobre o fim de uma amizade. Musicalmente, trata-se de um tema de country pop, conduzido por uma guitarra acústica.

## Antecedentes e composição
"Breathe" inicialmente foi lançado como single promocional do álbum Fearless, exclusivamente no Rhapsody, com a arte da capa sendo a mesmo do álbum. A música foi composta por Taylor Swift e também pela cantora Colbie Caillat.

## Desempenho nas paradas musicais
| Parada musical    | Melhor posição |
| ----------------- | -------------- |
| Billboard Hot 100 | 87             |

## Breathe (Taylor's Version)
Em 11 de fevereiro de 2021, Swift anunciou no programa de televisão Good Morning America que uma versão regravada de "Breathe", intitulada "Breathe (Taylor's Version)", seria lançada em 9 de abril de 2021 como a primeira faixa de Fearless (Taylor's Version), a versão regravada de Fearless.